# Wechselspelzer
Das Wechselspelzer (Sporophila americana) auch Wechselpfäffchen ist ein nur 11–11,5 Zentimeter großer Singvogel aus der Familie der Tangaren (Thraupidae).

## Beschreibung
Die Vögel haben einen schwarzen Kopf und Schnabel, schwarze Schultern und Beine. Der Bauch und die Kehle sind weiß, andere weiße Stellen sind an den Flügel und im hinteren Teil des Rückens zu finden. Das Männchen hat graue, rötliche und braune Stellen im Gefieder, während diese beim Weibchen blass olivgrün sind. Der Bauch des Weibchens ist gelb-weiß.

## Verbreitung und Lebensraum
Diese Art kommt von Süd-Texas, Mexiko, Kolumbien bis nach Brasilien und Guyana vor. Sie bewohnt dort die Gras- und Buschlandschaften sowie lichte Wälder, kommt aber auch in Plantagen und Gärten vor.

## Lebensweise
Sie ernähren sich vor allem von Grassamen, die sie aus den obersten Halmen herauspicken. Daneben stehen auch Blüten, Knospen und Früchte von Bäumen wie des Cecropia-Baumes und Insekten auf ihrem Speiseplan. Die sehr geselligen Vögel ziehen in kleinen Gruppen durch die Graslandschaft. Der Gesang des Männchens besteht aus schnellen Zwitscherlauten mit langen Unterbrechungen. Die Männchen und Weibchen halten mit lauten „tchiiu“-Rufen Kontakt untereinander.

## Fortpflanzung
Die Brutzeit der Vögel hängt vor allem vom Futterangebot ab. Das Weibchen baut ein kleines Nest aus Grashalmen und anderen Pflanzenfasern, die es mit Hilfe von Spinnenseide an einem Zweig befestigt. Dort legt es 2–3 blasse, blaugraue Eier hinein. Die Brutdauer beträgt 12–13 Tage. Das Männchen hilft dem Weibchen bei der Versorgung der Jungen, welche das Nest nach zwei Wochen verlassen. Die Vögel können pro Jahr zwei oder mehrere Bruten aufziehen.

## Gefährdung
Aufgrund ihrer weiten Verbreitung und da für diese Art keinerlei Gefährdungen bekannt sind, stuft die IUCN diese Art als ungefährdet (Least Concern) ein.